# Xã Grant Center, Quận Grant, South Dakota
Xã Grant Center (tiếng Anh: Grant Center Township) là một xã thuộc quận Grant, tiểu bang Nam Dakota, Hoa Kỳ. Năm 2010, dân số của xã này là 378 người.